# Аеростат спостереження

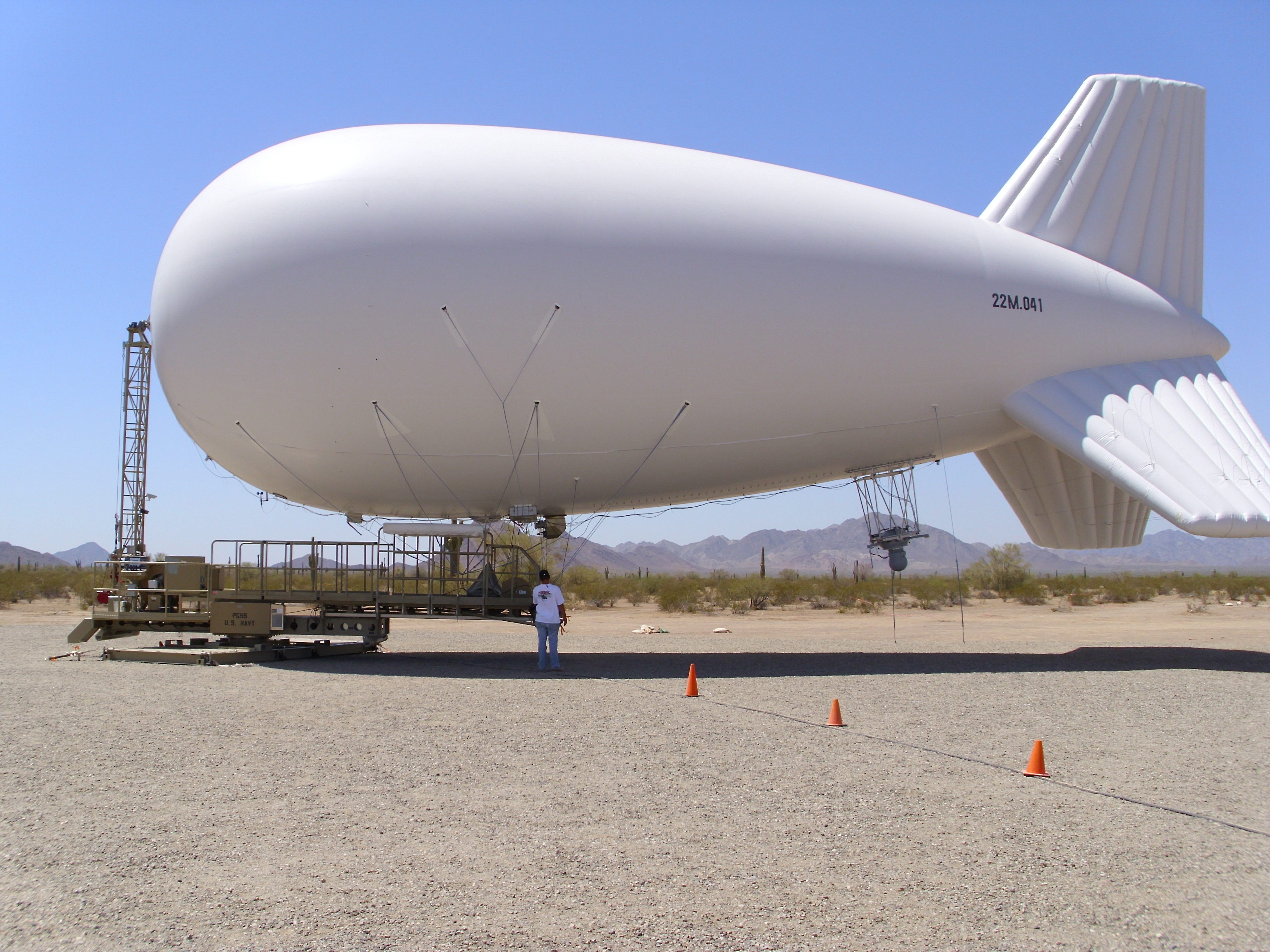
Прив'язний аеростат наземного спостереження PGSS, розроблений для захисту передових оперативних баз. Фото зроблене 25 травня 2011 року на випробувальній базі в Аризоні, США.

Аеростат спостереження — змійковий прив'язний аеростат, який у складі аеростатної системи забезпечує довготермінове спостереження за охороняємою територією, здійснює завдання технічної розвідки, а також цілевказування.
Аеростат спостереження (1980—2015 роки) — сучасна військово-інженерна система, у якій використовується безпілотний прив'язний аеростат як повітряна платформа для довготермінового перебування та функціонування сенсорів (en. sensor), тобто оптичних та інфрачервоних камер, тепловізорів, радарів, тощо). Ця аеростатна повітряна платформа у робочому положенні розміщується на висоті від 100 метрів і до 4500 м над рівнем місцевості. Аеростат спостереження забезпечує безперервне виконання на території таких дій як спостереження, розвідка, аерофото- відео зйомка та пряма відео-трансляція, цілевказування та корегування артилерійського вогню. Також на своїй повітряній платформі сучасний аеростат спостереження за необхідністю несе ретрансляційну апаратуру радіо- та телевізійну, ретранслятори стільникової телефонії та закритих систем зв'язку тощо.
Задачі, які вирішують військові та правоохоронці у XXI столітті за допомогою аеростатів є такі: раннє виявлення ракетних та авіаційних атак, боротьба з контрабандою та незаконною міграцією, боротьба з тероризмом, виявлення саморобних вибухових пристроїв (IED).
Представник Пентагону, 2011 рік:
Відтепер США ніколи не починатимуть війни без аеростатів

…the United States will never go to war again without aerostats
За даними масс-медії, аеростатні системи (підрозділи) мають у своєму складі такі інституції:
США — Армія (U.S. Army), Військово-морський флот (U.S. Navy), Корпус морської піхоти (U.S. Marine Corps), Міністерство національної безпеки США (U.S. Department of Homeland Security).
Велика Британія — Морська піхота, Британськиї інститут Антарктиди.
Ізраїль — прикордонна служба.
Аеростати спостереження, особливо у під-класі «малі тактичні аеростатні системи (TAS)», як і взагалі весь клас безпілотних аеророзвідувальних систем, в останні десятиріччя переживають бурний розвиток і становлять привабливий ринок для малого бізнесу таких країн, як США, Велика Британія, Ізраїль, Німеччина, Швейцарія, Сербія.

## Геофізичні основи
Враховуючи сферичність земної поверхні, дальність видимого горизонту, а також радіус радіолокаційного виявлення порушників суттєво збільшується, якщо сенсор (en. sensor), тобто око спостерігача, електронну відеокамеру чи тепловізор, або радіолокатор — підняти вгору.

## Склад системи (комплексу)
Основними частинами комплексу є:
1) наземне обладнання — пересувна база на важкому автомобілі або на окремій платформі, пересувний центр стеження і керування,
2) підйомний апарат — прив'язний аеростат як такий, із корисним вантажем, та
3) якірний (аеростатний) трос із кабелем (від сотень метрів до декількох тисяч метрів).
Наземне обладнання комплексу «Аеростат» включає важкий автомобільний причеп із щоглою для причалювання аеростата, поворотною платформою та аеростатною лебідкою, а також газобалонне обладнання високого тиску.
Також наземне обладнання комплексу включає пересувний центр чергування персоналу (офіцерів-спостерігачів), який здійснює безперервний апаратний контроль території, засоби зв'язку тощо.
Підйомний апарат комплексу являє собою прив'язний аеростат аеродинамічної (краплеподібної) форми із трьома стабілізаторами, розташованими на хвості у конфігурації «Y перевернутий». Оболонка (корпус) підйомного апарата виконана із синтетичного багатошарового матеріалу, тривкого до дії зовнішніх факторів (сонячна радіація, дощ, сніг, пил, пісок) і здатного довгий час утримувати газ гелій, який за законом Архімеда надає підйомному апарату «плавучу силу». Аеростат має внутрішній балонет (тобто мішок перемінного об'єму, заповнений повітрям) для підтримання постійної аеродинамічної форми і помірного напруження оболонки при змінах зовнішнього тиску (наприклад, при підйомі на висоту «бойового чергування», і так само при зниженні у швартове положення для огляду, ремонту, транспортування). На зовнішньому корпусі аеростата, окрім стабілізаторів, виконані засоби для причалювання і маневрування (такелаж).
Корисний вантаж підйомного апарата-аеростата (апаратура спостереження і зв'язку, бортові акумулятори тощо) захищені від дії зовнішніх факторів у спеціальному аеродинамічному «ковпаку», який змонтований на нижній поверхні основного корпуса.
Гіроскопічна платформа послуговує для розміщення тих бортових приладів, які чутливі до гойдання. Вона, наприклад, забезпечує утримання сенсорами вибраних для спостереження цілей.

## Статика та динаміка прив'язного (змійкового) аеростата
Заповнений гелієм аеростат має «аеростатичну підйомну силу». До цієї «сплавної сили», за наявності вітру, додається також аеродинамічна підйомна сила, яка залежить від швидкості вітру і від диференту апарата (аеростата). У перед-підйомному режимі апарат утримується спеціальним замком на причальній щоглі (en. mooring mast).
Для підйому апарата на висоту чергування оператор лебідки здає потрібну довжину тросу, з урахуванням швидкості вітру і кута зносу. Підйом відбувається завдяки підйомній силі — аеростатичній і аеродинамічній. Утримання необхідної висоти під час бойового чергування здійснюється за допомогою додаткового здавання чи вибирання тросу (Полозов Сорокин 1940, с.110-112). Аеродинамічні сили можуть значно перевищувати аеростатичні. Так, наприклад, при вітрі швидкістю 20 м/сек, нормальна сила, що діє на аеростатний трос діаметром 6 мм і довжиною 4000 м, становить 450 кг (Халепский 1945, с.38).

## Класифікація сучасних безпілотних аеростатів
Безпілотні аеростатні системи (за сучасною англомовною термінологією — Aerostat System) загалом відносяться до безпілотних аеросистем UAS. Користуючись останніми стандартами НАТО, безпілотні аеростати можна розділити на 3 класи: I — повна злітна маса до 150 кг, II — повна злітна маса до 600 кг, III — повна злітна маса понад 600 кг. (JDN 2/11 2011, p. 2-5) (англ.)
Клас I підрозділяється на категорії: «мікро» — до 2 кг, «міні» — до 15 кг, «малі» — від 15 кг. (JDN 2/11 2011, p. 2-7) (англ.)

## Технічні дані
Газ для наповнення та підповнення — гелій
Габарити. У наповненому стані аеростат категорії «міні / малий» має довжину 2…10 метрів (V = 2…120 куб.м), класу II («тактичний») — до 17 метрів (V = 120…400 куб.м), великих систем — до 40…70 метрів (V = 3000…15000 куб.м).
Висота підйому. аеростатної платформи над рівнем місцевості — для малих та середніх систем від 100 до 1500 метрів, для великих систем — до 4 500 метрів. Тривалість місії (час перебування сенсорної платформи на висоті без підповнення аеростата газом) — варіює від декількох годин (аеростати «мікро» і «міні») до декількох тижнів (аеростати кубатури в декілька тисяч куб.м). Вага апаратури (корисний вантаж, payload (англ.)) для тактичних та великих систем становить 400 … 1000 кг. Коштує одна аеростатна система від 10…15 тисяч доларів США (системи «міні») до декількох мільйонів (велика система PTDS).
Вартість обслуговування одної аеростатної станції великої системи TARS коштувало у 2011 фінансовому році 3.5 мільйона доларів США.

## Перелік основних прикладів втілення

### Аеростати Класу III (великі)

#### TARS— південний кордон США

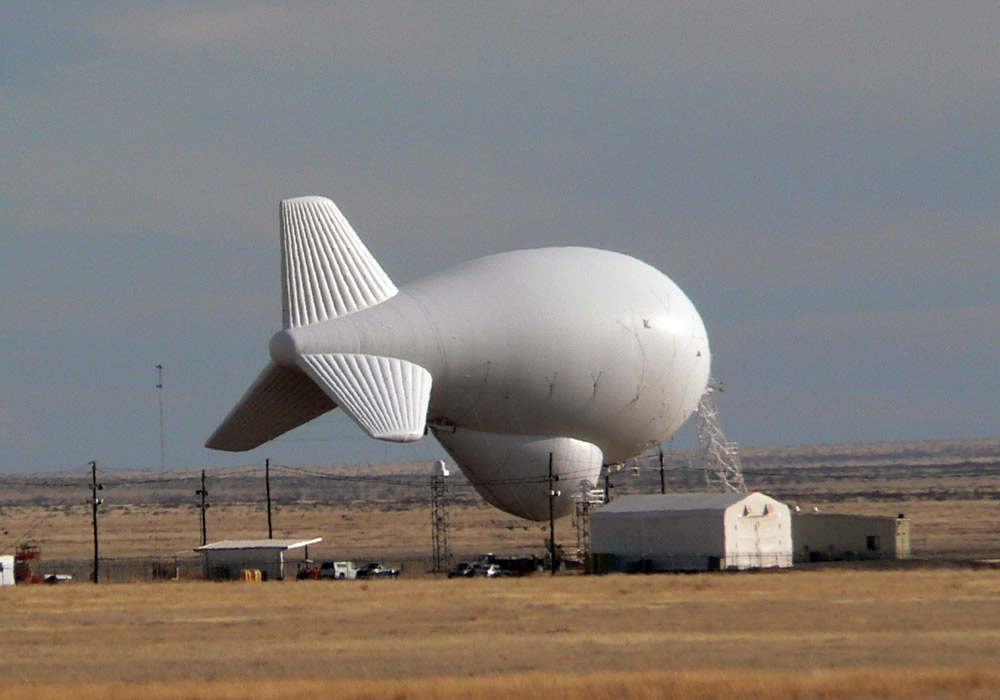
Прив'язний аеростат TARS із радаром для прикордонного спостереження. США, 2010 рік

TARS — система радіолокаційного спостереження за літаками на малих висотах, встановлена вздовж південного та західного кордону США, з першочерговою метою запобігання контрабанді наркотиків. Налічує у своєму складі десять радіолокаторів Локхід-Мартін L-88, кожний з котрих «висить» на висоті приблизно 4.500 метрів на прив'язному аеростаті. Дев'ять аеростатних РЛС використовують аеростат 420K (V = 11 900 куб.м). Виняток становить станція у Флориді, де працюють два аеростати трохи меншого об'єму 275K (V = 7 800 куб.м, довжина корпуса = 53,3 м), обоє на прізвисько «Гладкий Альберт (Fat Albert)». Один з цих аеростатів несе РЛС L-88(V)3, а інший транслює на Кубу спонсорований агентством ЮСІА телеканал «ТВ Марті».
Головним підрядником є фірма Локхід-Мартін. Виготовленням аеростатної оболонки опікується фірма ILC Dover, матеріал — тедлар із поліуретановим покриттям. Аеродинамічна форма корпуса прив'язного аеростата, його стабілізатори та система кріплення такелажу максимально адаптовані для роботи в умовах потужних вітрових навантажень. Трос «Гладкого Альберта» витримує зусилля на розрив понад 10 тонн. Корисний вантаж для 420K досягає 1000 кг і, окрім РЛС, включає бортовий дизель-генератор із паливним баком на 100 галонів дизпалива (приблизно 440 л).
Експлуатація.
Стартовий майданчик має круглу форму, діаметром близько 100 м. В центрі розміщується причальна щогла із лебідкою. Резерв троса становить 7 600 м. Конструкція аеростатів забезпечує стабільність у повітрі при швидкості вітру до 120 км/час.
Максимальний радіус радіолокаційного виявлення (detection) — 360 км.
Із метою безпеки, повітряний простір навкруги аеростатних станцій Військово-повітряних сил є забороненим в радіусі до 5 км, і по висоті — до 4 600 м.
Історія.
Першу станцію TARS було запроваджено у Флориді у 1980 році. Поступово кількість станцій було доведено до 10. Із урахуванням досвіду експлуатації, проводилась стандартизація систем та консолідація контрактів. Завдяки цьому затрати на функціонування та утримання однієї станції було знижено із 6 мільйонів дол. США у 1992 фіскальному році до 3.5 мільйонів у 2007. У 2014 фіскальному році проект фінансує Міністерство національної безпеки США (U.S. Department of Homeland Security).
Митна та прикордонна служби США повідомляють, що три аеростати спостереження, що їх було розміщено протягом 2013 року вздовж кордону Техас — Мексика, стали на заваді нелегальної активності. Також аеростати допомогли врятувати життя іммігрантів у віддалених та непридатних для життя районах. У 2014 році було розміщено ще дві станції.

#### JLENS— захист східного узбережжя США
26 грудня 2014 року було сповіщено, що «над Вашингтоном військові США розпочали експериментальну експлуатацію двох аеростатів» (журналісти також часто іменують їх також словом блімп (blimp)). Раніше повідомлялось, що система, відома як JLENS, розробляється для раннього виявлення атак крилатими ракетами. Командир NORAD генерал Charles Jacoby незадовго перед цим підтвердив, що Пентагон ставиться серйозно до можливості застосування супротивником крилатих ракет, маючи на увазі конкретну загрозу, що її становлять ударні підводні човни Росії. Австралійський журналіст пише, що «за умов конфлікту в Україні і падіння економіки самої Росії, кремлівське керівництво робить ставку на ядерну зброю, як символ своєї значущості».
Кожна «орбіта», або система JLENS включає два прив'язних аеростата — один несе VHF-радар кругового спостереження, а другий — X-частотний радар вогневого контролю. Обидва різновиди сенсорів виробляє Raytheon. Кожний з аеростатів має довжину 74 м і конструкцію, що забезпечує довготермінове перебування в повітрі навіть при пробиттях оболонки. Система здатна протистояти вітру швидкістю до 180 км/год. Висота перебування у повітрі — 3 000 м.
Програму JLENS спрямовано на боротьбу із загрозою терористичних атак крилатими ракетами проти міст США. Пентагон має думку, що така атака можлива із судна або літака, який знаходиться у територіальних водах США. Програму було розпочато у 1990 році. У 1998 контракт на виконання розробки виграла компанія Raytheon. Загальна вартість програми становить 2.8 мільярда дол. США.
Зараз закінчені довготермінові попередні тестування, і розпочато трирічну оціночну експлуатацію, яка буде одночасно являти фактичну експлуатацію, тестування, а також тактичні навчання (blend of actual operations, testing and tactics formulation). Ця оціночна експлуатація починається у 2015 році і продовжиться включно із 2017 фіскальним роком.

#### PTDS та PGSS в Іраку і Афганістані
PTDS

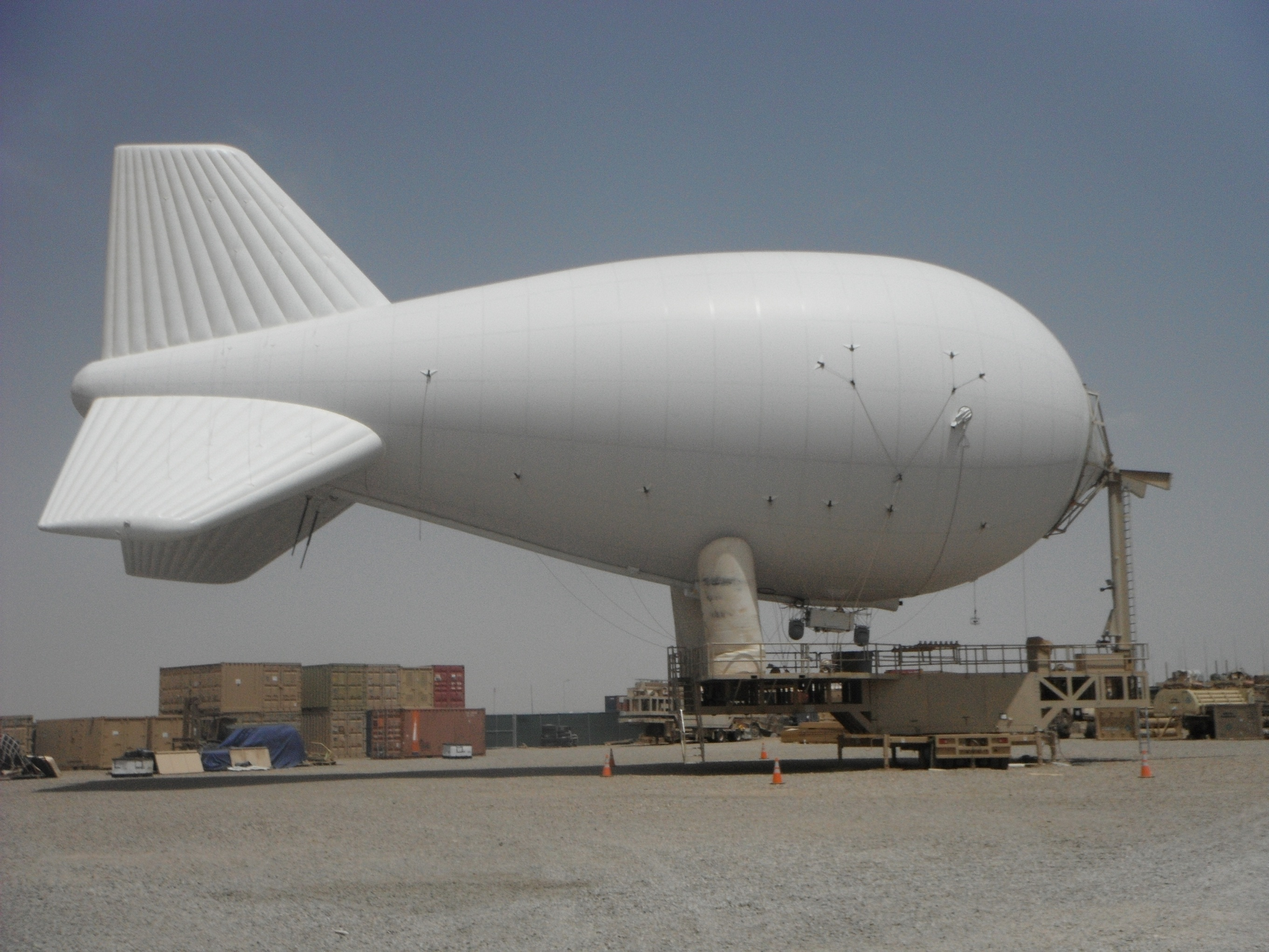
Аеростат спостереження Армії США PTDS в Афганістані. Фото зроблено 1 серпня 2013 року. За даними преси, на 2013 рік американський контингент в Афганістані використовував 99 аеростатних станцій PTDS і трохи менших за розміром PGSS

Абревіатура PTDS розкладається, як «persistent threat detection system»(англ.), тобто «Система безперервного виявлення ворога». Загальний бюджет програми становить 3,1 мільярда дол. США, включно до 2016 року.
Розробник — фірма Локхід-Мартін, розробку почато у 2003, перші системи поставлено в Ірак у 2004 році. Поставка включає, кажучи сучасним армійським сленгом США, «unmanned white blimps, related gear and crew»(англ.). Аеростатна система працює 24 години на добу. Змінні екіпажі (розрахунки) наземної станції спостереження включають 5 осіб і працюють у дві зміни по 12 годин. Вони забезпечують функціонування аеростату і моніторинг.(англ.).
Використана повітряна платформа — типу «56К» (клас III — «стратегічний»);
Виробник повітряної платформи — Локхід-Мартін;
Довжина — 35.7 м;
Діаметр — 15.9 м;
Об'єм — 4600 куб.м;
Корисний вантаж — 450 кг;
Бортова апаратура — комбінація сенсорів і комунікаційних приладів, в тому числі — відеокамери високої розрізняльної здатності, тепловізори, комунікаційні антени під закритий протокол SIPRNet, лазерні цілевказувачі;
Максимальна тривалість перебування в повітрі — 30 діб;
Ціна за систему — 9 мільйонів дол. США;
Кількість апаратів в Афганістані у 2013 році — 40 одиниць.

PGSS
Абревіатура PGSS розкладається, як «persistent ground surveillance system»(англ.), тобто «Система безперервного польового стеження». Бюджет програми становить 2,1 мільярда дол. США, станом на кінець 2013 року.
Як повідомляється у релізі ВМФ США, «PGSS поставляється на театр дій, включно із ремонтним комплектом та персоналом, що служить за контрактом».
Розробку виконано на замовлення NAVAIR, розробку розпочато у 2009, перші поставки у квітні 2010 року.
Використана повітряна платформа — типу «22М» (клас II — «операційний»);
Виробники повітряної платформи — фірма Aerostar International і фірма TCOM ;
Довжина — 22.9 м;
Діаметр — 8.4 м;
Об'єм — 850 м³ ;
Корисний вантаж — 100…190 кг;
Бортова апаратура — сенсори (може включати радар), а також ретранслятор SIGINT та COMMS;
Максимальна тривалість перебування в повітрі — 10…14 діб;
Висота спостереження (над рівнем аеродрому) — В Афганістані, за умов високогір'я 600 … 900 м;
Радіус спостереження — 16 км в усі боки;
Ціна за систему — 4 мільйони дол. США;
Кількість апаратів в Афганістані (2013 рік) — 59 одиниць.
,
Загалом результат використання безпілотних аеростатів спостереження в Іраку і Афганістані оцінюється, як дуже позитивний. За звітами командирів було замовлено і поставлено на театр дій нові одиниці аеростатних систем. Так, у 2011 році їх було розміщено 46 одиниць, у 2012 році — 86, у 2013 — 99 одиниць. Цікавою є і оцінка економічної складової. Журналіст цитує звіт командування NAVAIR за 2011 рік, у якому йдеться, що найбільш вражаючим результатом використання PGSS стала низька ціна експлуатації, у розрахунку на політ-годину. — «Від ціни використання безпілотника це становить приблизно 1 процент».
Інтенсивна експлуатація аеростатних систем у складних метеорологічних та кліматичних умовах Афганістану супроводжувалася також аваріями (у 2011 році — 4, у 2012 — 4, у 2013 — 10). Найбільш типовими були — обриви тросу під час шквального вітру, а також ушкодження блискавкою. У офіційному висновку розслідування йдеться, що головним шляхом до запобігання подальшим аваріям є вишкіл старших офіцерів. «На відміну від екіпажів аеростату, командири операційних баз в Афганістані не отримували курсу з аеростатних операцій. Це сталося тому, що аеростати поставлялися на театр дій в екстреному порядку». Спеціально створена «червона команда» проводить детальний аналіз аварій і розробляє доктрину для військового використання аеростатів у складних умовах.
Повідомляють, що один аеростат отримав серйозні ушкодження від «інтенсивного обстрілу» із стрілецької зброї. Поодинокі кульові пробиття оболонки аеростата не впливають на його плавучість, і персонал виявляє їх тільки при профілактичному огляді аеростата. За поточною оцінкою Пентагона, використання аеростатів буде розширюватися. Паралельно тому, як йде згортання війни в Афганістані, аеростати PGSS будуть передислоковані під контролем агенцій, які діють в США та поза їх межами.

### Аеростати Класу II (тактичні)
REAP
Rafael SkyStar-180

### Аеростати Класу I (малі та міні-)
SkyHook
DesertStar

## Історія військових аеростатів у XVIII—XX столітті
Сучасні безпілотні аеростати спостереження наслідують спадок, здобутий протягом розвитку у XIX і XX столітті пілотованих (manned(англ.) військових аеростатів.

### Історія військових аеростатів до Першої Світової Війни

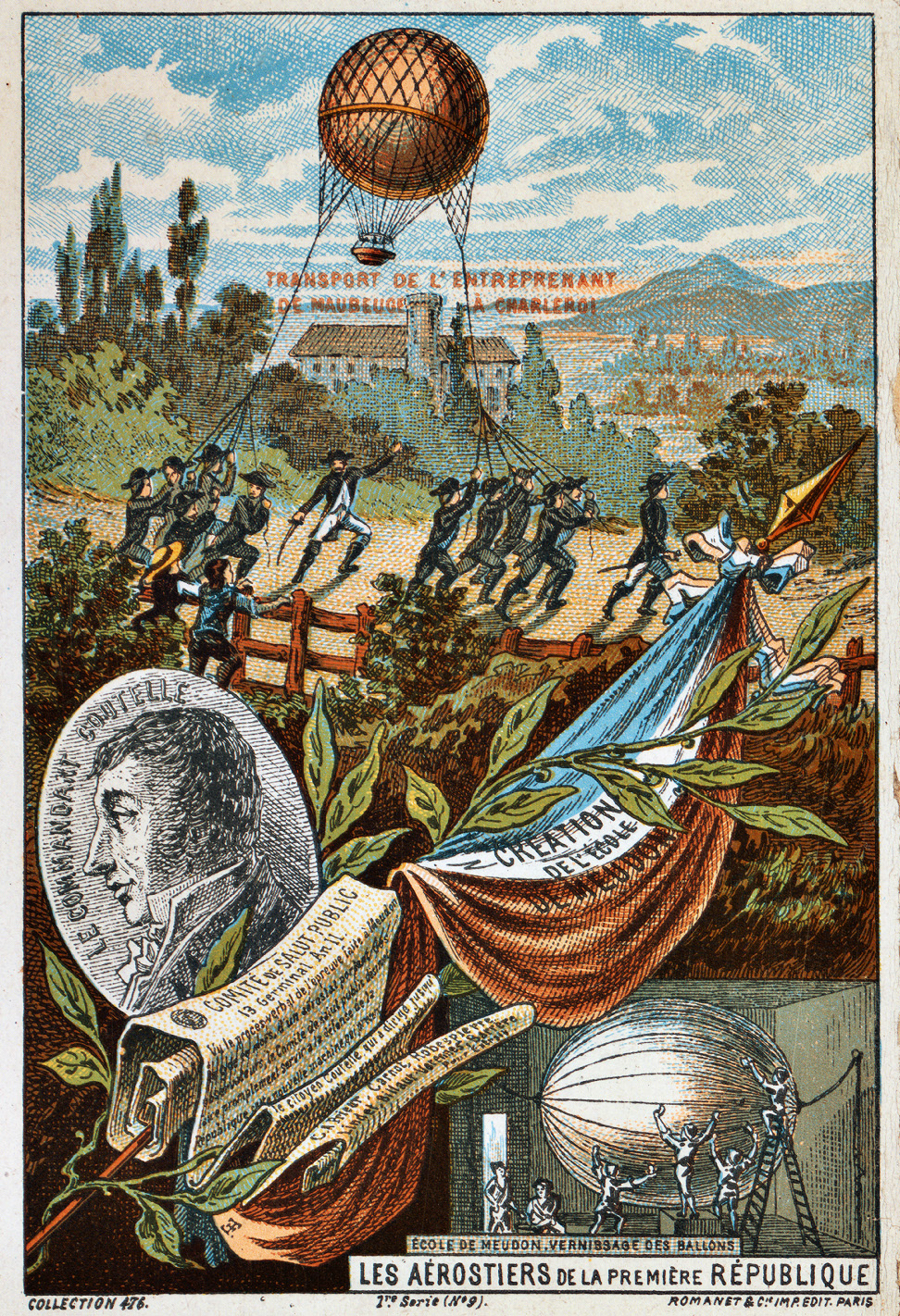
Солдати революційної Франції здійснюють передислокацію аеростата Антерпренан із Мобежа на Шарлеруа у 1794 році. Хромолітографія, 1890 рік

Вперше аеростат для розвідки (і взагалі вперше застосували аеростат у військових цілях) у війні 1794 року в битві під Мобежем на боці революційних військ Франції. Сферичний аеростат об'ємом 400 м³ піднімався на висоту до 400 м, що давало цінні розвіддані про пересування австрійських і голландських військ. Ще більше було значення психологічного враження, яке справив аеростат на армію противника, тим більше з гармат його збити не змогли.
Застосування прив'язних аеростатів на кораблях теж мало успіх. Підняття на висоту, крім розширення горизонту, давало можливість краще проглядати товщу води для виявлення підводних човнів і мін та проводити гідрографічні дослідження.
До 1890 року аеростати з'явились в Іспанії, Швеції, Норвегії та інших європейських країнах, а також в Китаї і до 1891 р. в Японії, яка використовувала їх у війні з Китаєм, та під час війни з Росією (при боях під Потр-Артуром і морських операціях).
До 1896 року було досить багато прикладів використання сферичних аеростатів в цілях спостереження як у прив'язаному стані так і у вільному польоті.
З 1896 року німецькі повітроплавці Парсеваль і Зігсфельд створили новий тип аеростатів, і спочатку в Німеччині, а потім і в інших країнах почали застосовувати прив'язні аеростати більш обтічної форми — змійкові аеростати. Після російсько-японської війни (1904—1905 рр.) сферичні аеростати для розвідки більше не застосовувалися.
Швидкий розвиток літакобудування в останні роки перед Першою світовою війною відтіснив аеростати на задвірки; їх подальший розвиток практично зупинився, і їх часто розглядали як пережиток. Але Перша Світова Війна спростувала ці погляди військових теоретиків.. Позиційна війна і артилерійські дуелі настійливо потребували тактичної повітряної розвідки.

#### Приклади військового застосування сферичних шарльєрів
- 1794 — в битві під Мобежем на боці революційних військ Франції.
- 1814 — під час оборони Антверпена від військ Наполеона.
- 1861 — під час північно-американської війни, генералом Мак-Клеваном при облозі міста Ричмонд.
- 1862 — під час північно-американської війни аеронавтом Ламуреном для спостереження за Вашингтоном.
- з 1885-го року — Англія практично у всіх колоніальних війнах. Використовувались прив'язні сферичні аеростати, які за рахунок легкої бодрюшируваної матерії мали об'єм всього 240—260 м³.
- 1887—1888 — Італія в першій війні з Абіссинією застосовувала прив'язні сферичні аеростати.
- 1898—1899 — у війні США проти Іспанії в боях під Сант-Яго і Ель-Пазо.
- 1904—1905 — у російсько-японській війні воюючими сторонами використовувалися сферичні аеростати.[13]

#### Виникнення змійкового аеростата (тип Парсеваль)
З 1896 року німецькі повітроплавці Парсеваль і Зігсфельд створили новий тип аеростатів. Цей аеростат відомий як Drachenballon, тобто «Баллон-дракон». Російська назва — «змійковий аеростат». Газовий мішок Драксенбаллона мав форму циліндра із сферичними закінцівками. Ця форма була з точки зору аеродинаміки суттєво кращою, ніж сферична.

### Військові аеростати спостереження під час Першої Світової війни

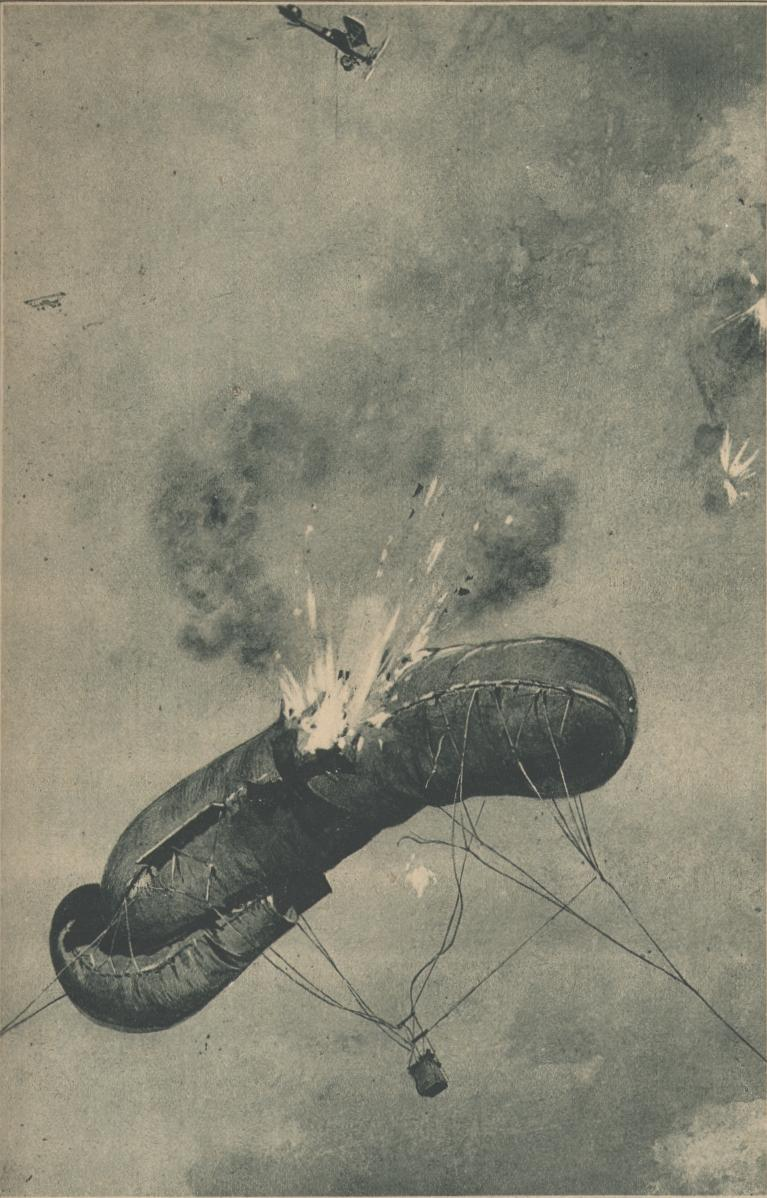
Атака англійського аероплана на німецький Drachenballon. Малюнок

Перша Світова війна — час розквіту аеростатів. Під час Світової війни 1915—1919 років, аеростатну службу спостереження в Війську та на Флоті мали всі основні європейські воюючі держави (Франція, Велика Британія, Росія, Італія), а також США і Туреччина. В умовах позиційної війни аеростатна служба зарекомендувала себе як дуже корисний елемент тактичної розвідки і керування вогнем артилерії. Відповідно до цього її використання у війську промислово розвинутих Франції, Німеччини та Італії було достатньо широким. У деяких військових операціях (зокрема, у боях на Соммі) середня тривалість безперервного бойового чергування офіцерів-спостерігачів на окремій аеростатній станції досягала 15 годин на добу.
Супротивник теж оцінив тактичну значущість аеростатів, вони ставали цінною метою атак для авіаторів. Російські військові повітроплавці склали про себе пісню, яка починалася так: «Ты сидишь одиноко в корзине с тоской / и глядишь, как сосед догорает». Був там опис повітряного бою і слова «Бой неравный закончен, горит „колбаса“ /
С парашютом летит наблюдатель…»

### Військові аеростати спостереження на теренах України у 1918—1920 роки
Як пише Н. Г. Стобровський, аеростати артилерійського спостереження і коригування вогнем, типу Парсеваль (Drachen), працювали із бронепотягами на Дебальцевському напрямку і на польському фронті. Також згадується про таку бойову роботу із Дніпровською флотилією. Аеростати спостереження використовувалися для охорони узбережжя Чорного моря.

## Використання аеростатів і безпека авіації
Обрив прив'язного аеростата внаслідок поривчастого вітру, пошкодження тросу, тощо — може приводити до аварійної ситуації вільного польоту апарата у повітряному просторі. Якщо повна політна маса аеростата переважає 2 кг, зіткнення повітряних суден із таким «заблукалим» аеростатом може спричинити аварію. Сучасні безпілотні аеростати обов'язково мають систему (чи декілька систем) примусового аварійного зниження. Такі системи повинні спрацьовувати як за командою «дистанційного пілота», так і автоматично, за даними бортових систем GPS.
Оскільки порушення правил використання повітряного простору може створювати серйозну загрозу безпеці повітряних польотів,Кримінальний кодекс України (стаття 282) передбачає покарання за «вчинення дій у повітряному просторі», які створили таку загрозу або спричинили потерпілим тілесні ушкодження, завдали «великої матеріальної шкоди», або спричинили загибель людей.